# 実用新案権
実用新案権（じつようしんあんけん）とは、物品の形状、構造、組み合わせに係る考案を独占排他的に実施する権利であり、実用新案法によって規定される産業財産権である。
以下、日本での実用新案権に関して記述する。

## 実用新案権の成立要件
- 自然法則による技術思想の創作であること。特許と違い、「高度」さ、「精密」さは求められない。
- 物品の形状、構造または組合せに係わる考案であること。

## 存続期間
- 2005年（平成17年）4月1日以降：出願日から10年
- 1994年（平成6年）1月1日-2005年（平成17年）3月31日：出願日から6年
- 1988年（昭和63年）1月1日-1993年（平成5年）12月31日：登録日から10年かつ出願日から15年を超えない（旧法の下での実用新案権）[要出典]
- 1905年（明治38年）- ：登録日から6年[1]。実用新案法が2月16日、公布され、7月1日、施行された。

## 実用新案権の行使
平成5年改正法特許法と同様に、実用新案権の設定登録によって実用新案権が発生する。実用新案権者は、対象となっている考案を業として実施する権利を専有する。
実用新案権者は、自己の実用新案権を行使することができる。ただし、侵害者等に対して権利行使するためには「実用新案技術評価書」の提示が必要である。
また、権利行使したあとで、公知技術などが判明して登録実用新案の無効審決が確定した場合は、権利行使者が損害賠償責任を負う。この損害賠償責任は権利行使者に過失がないことを立証しないと免責されないので、権利行使時には慎重な調査・検討を要する。